# Antonello Dose
Antonello Dose (né le 2 juillet 1962 à Palmanova, dans le Frioul-Vénétie Julienne) est un acteur, un scénariste pour la télévision et un animateur de radio italien.

## Biographie
Antonello Dose est souvent associé à son partenaire Marco Presta, duo parfois surnommé « Dose et Presta », avec qui il a écrit des séries télévisées pour la RAI, animé des émissions de radio dont la matinale Il ruggito del coniglio (it) diffusée depuis 1995 sur Rai Radio 2.